# 微型计算机

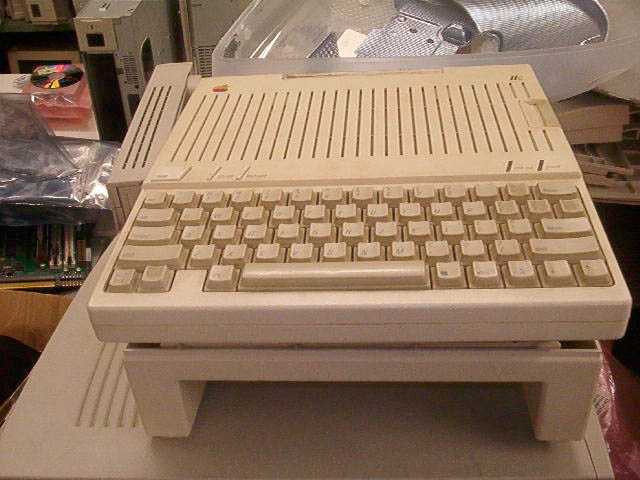
早期蘋果電腦公司的微型计算机

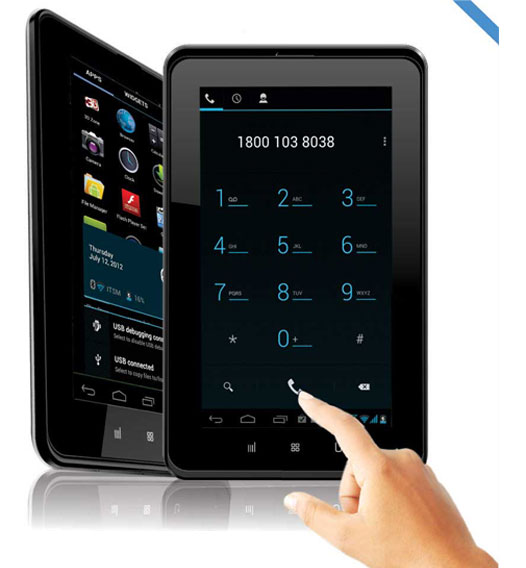
2015年的平板電腦

一般来说，微型计算机是以微处理器作为CPU的计算机。这类计算机的另一个普遍特征就是占用很少的物理空间。
桌面计算机、游戏机、笔记本电脑、平板电脑，以及种类众多的手持设备都属于微型计算机的範例。
微型计算机使用的设备大多数都紧密的安装在一个单独的机箱中，也有一些設備可能短距離地連接在机箱外，例如显示器、键盘、鼠标等等。一般而言，一台微型计算机的尺寸可以使之很容易摆放在大多数桌面上。相对的，更大的计算机像小型计算机、大型计算机和超级计算机可以占据部分机柜或者整个房间。
大多数微型计算机只能同时服务单用户，但是一些运行类Unix操作系统的PC和工作站可以同时提供多个用户使用。如同所有的计算机，微处理器负责所有的计算和数据处理工作。与CPU一同工作的数据存储有两种，非常高速但易失的RAM以及較低速但非易失的磁盘。
完整的微型计算机所包括的其他设备有电源供應和各种输入/输出设备，例如印表機、螢幕、人機界面裝置等，用來轉達資訊給人類操作者，或是從他得到資料。

## 历史
世界第一个商业微处理器是Intel 4004，於1971年11月15日发布。4004并行处理4位数据（位元）；换句话说，它是一个4位处理器。在30年后的世纪末，嵌入式系统中的微处理器大多是8位、16位或者32位的。桌面/消费级的微型计算机，例如PC，在Intel 80386到AMD公司于2003年发布x86-64处理器的这段时间中，几乎全是32位，而现在新生产或用户自己组装的PC在硬件上已经几乎全部是64位的了，而在软件层面上，64位的操作系统的普及率还比较低。而一些科学家及工程师使用的工作站早已是64位（拥有一个或多个CPU）。
第一代微型计算机，用于工程开发和爱好者用途，于1970年中期产生；MITS Altair是最广为人知的例子。1977年推出了第二个世代，叫做家用电脑。这些被认为比他们的祖先更容易使用，其操作通常需要对实用电器的熟悉。VisiCalc试算表（一开始是给Apple II）的推出，让微型计算机第一次从计算机热衷者的业余爱好转变为商业工具。1981年IBM推出其IBM PC后，个人计算机这一词变得广泛指与IBM PC架构兼容的微型计算机。